# Toledo (Ohio)
Toledo é uma cidade localizada no estado americano do Ohio, no Condado de Lucas. Foi fundada em 1833, e incorporada em 1837.

## Geografia
De acordo com o United States Census Bureau, a cidade tem uma área de 217,9 km², onde 209 km² estão cobertos por terra e 8,9 km² por água.

## Demografia
Segundo o censo nacional de 2010, a sua população é de 287 208 habitantes e sua densidade populacional é de 1 374,29 hab/km². É a quarta cidade mais populosa do Ohio. Possui 138 039 residências, que resulta em uma densidade de 660,52 residências/km².

## Personalidades
- Katie Holmes, actriz

## Cidades irmãs
- Londrina, Brasil